# 割引現在価値
割引現在価値（わりびきげんざいかち、英: discounted present value）は将来受け取れるであろう価値を現在受け取った場合の価値である。現在価値（英: present value）、正味現在価値（しょうみげんざいかち、英: net present value, NPV）ともいう。

## 概要
貨幣価値が将来にわたって不変であるとしても、将来時点において入手可能なある金額を今受け取れば元の額から割り引かれた額となる。この額が元の額の割引現在価値と呼ばれている。これは、貨幣が利子を生んで増えるのが当然である社会において、将来のある時点で貨幣（これに準ずるものを含む。以下同じ。）のある額を入手できる場合、その時点より前にこれを受け取るときに適用される考え方である。
将来の貨幣はこれと同額の現在の貨幣と同価値ではなく、割り引かれてはじめて同価値となる、すなわち将来の貨幣のある金額を現時点で評価すると元の額から割り引かれた額になる。この割り引かれた額が割引現在価値である。
したがって、将来のキャッシュ・フローを今受け取るとすれば、各期のそれを単純に加算するのではなく、それらの割引現在価値を加算する必要がある。例えば、金利が1％の債券に10,000円投資した場合、1年後には価値が10,100円に増える（表参照）。一方で、1年後に10,000円が支払われる約束がしてある債券の現時点における受取額は、割引現在価値である 10000 ÷ 1.01 ≒ 9901 円になる。また、金利1％が10年続くとすれば、10年後に10,000円の割引現在価値は、10000 ÷ 1.0110 ≒ 10000 ÷ 1.1046 ≒ 9,053 円となる。すなわち、次式によって割引現在価値が計算できる。
```
割引現在価値 ＝ 将来価値 ÷ (1 + 利回り)
 期数
```

| 現在価値 (円) | 利子率 r         | 1 年後の価値 (円) |
| ------------- | ---------------- | ----------------- |
| X             | →1 年後の価値は→ | (1 + r) X         |
| Y ÷ (1 + r)   | ←1 年前の価値は← | Y                 |

## 割引率
割引現在価値を計算する際に使用する利回りのことを割引率という。貨幣価値不変とすれば金利が割引率となり、上記数値例はこの場合を示している。しかし、割引率に他の要素を含めることも可能であり、その際には以下のような要素に留意する必要がある。

### 金利
現在の価値が将来の価値より割り引かれる理由の一つは、金銭には時間的価値があるからである。したがって、この時間的価値の指標である金利を割引率に加える必要がある。金利については、無リスク状態での率を表すリスクフリーレートなどを参考に設定する。

### 物価
物価が上昇すると、貨幣の額面が同じであっても価値は下落する。したがって、インフレ率などを割引率に加える必要がある。

### リスク
例えば債券については、高リスクのものであれば利回りが高くなる。これは将来の不確実性が利回りに織り込まれるからである。一般的に、リスクの高い事業のキャッシュフローを割引現在価値で評価する際には、リスクの低い事業よりも大きい割引率を用いることになる。